# Accident ferroviaire au Bihar
L'accident ferroviaire au Bihar s'est produit le 6 juin 1981 alors qu'un train transportant au moins 800 passagers a déraillé entre Mansi et Saharsa, dans l'État du Bihar au nord-est de l'Inde, alors qu'il traversait un pont surplombant la rivière Bagmati, 7 des 9 wagons plongèrent dans celle-ci.
Après cinq jours de recherches, environ 200 corps furent repêchés. Des centaines d'autres personnes furent portées disparues, probablement emportées dans les eaux de la rivière,. On estime de 500 à 800, peut-être plus, le nombre total de morts.
Les causes de l'accident sont incertaines. Plusieurs hypothèses ont été émises :
- un cyclone tropical[4] ;
- une crue soudaine[5] ;
- un problème de freins alors que le conducteur tentait d'éviter un buffle domestique[6].